# Bomba chemiczna
Bomba chemiczna (bomba gazowa) – bomba lotnicza zawierająca bojowy środek trujący (BST). Zaliczana do broni masowego rażenia. Najczęściej składa się z korpusu,  wewnątrz którego umieszczony jest BST i niewielki ładunek materiału wybuchowego. Rzadziej bomby chemiczne są bombami kasetowymi zawierającymi mniejsze podpociski elaborowane BST.